# 가와사키정 (후쿠오카현)
가와사키정(일본어: 川崎町 가와사키마치[*])은 일본 후쿠오카현 중앙부에 있는 다가와군의 정이다.

## 인접한 자치체
- 다가와시
- 다가와군 오토정, 소에다정
- 가마시

## 역사
- 1889년 4월 1일 - 가와사키촌이 성립하였다.
- 1937년 4월 1일 - 가와사키촌과 안마키촌이 합병해 가와사키촌이 되었다.
- 1938년 8월 15일 - 정으로 승격하였다.

## 경제
지쿠호 지방의 다른 시정촌처럼 이전에는 탄광이 경제를 지지하고 있었지만 현재는 모두 폐광해 철거지를 공업단지로 재이용하는 것으로 재생을 도모하고 있다.

## 교통

### 철도
- 규슈 여객철도 히타히코산선

### 도로
- 국도 322호선